# Sultepec de Pedro Ascencio de Alquisiras
Sultepec de Pedro Ascencio de Alquisiras är administrativ huvudort i kommunen Sultepec i delstaten Mexiko i Mexiko. Samhället hade 3 880 invånare vid folkräkningen 2020.